# Śmiłowo (gromada w powiecie płockim)
Śmiłowo – dawna gromada, czyli najmniejsza jednostka podziału terytorialnego Polskiej Rzeczypospolitej Ludowej w latach 1954–1972.
Gromady, z gromadzkimi radami narodowymi (GRN) jako organami władzy najniższego stopnia na wsi, funkcjonowały od reformy reorganizującej administrację wiejską przeprowadzonej jesienią 1954 do momentu ich zniesienia z dniem 1 stycznia 1973, tym samym wypierając organizację gminną w latach 1954–1972.
Gromadę Śmiłowo z siedzibą GRN w Śmiłowie utworzono – jako jedną z 8759 gromad na obszarze Polski – w powiecie płockim w woj. warszawskim, na mocy uchwały nr VI/10/13/54 WRN w Warszawie z dnia 5 października 1954. W skład jednostki weszły obszary dotychczasowych gromad Dębsk, Giżyno, Śmiłowo, Szewce i Tłubice ze zniesionej gminy Zągoty oraz obszar dotychczasowej gromady Siemienie ze zniesionej gminy Majki w tymże powiecie. Dla gromady ustalono 11 członków gromadzkiej rady narodowej.
31 grudnia 1959 z gromady Śmiłowo wyłączono (a) wieś Siemienie, włączając ją do gromady Łęg Probostwo oraz (b) wieś Tłubice, włączając ją do gromady Lelice w tymże powiecie, po czym gromadę Śmiłowo zniesiono a jej (pozostały) obszar włączono do gromady Bielsk tamże.